# Ghetto Zamość
Das Ghetto Zamość war ein als Ghetto bezeichnetes Lager in Zamość im Distrikt Lublin des damaligen Generalgouvernements Polen. Es bestand vom Frühjahr 1941 bis Mitte Oktober 1942.

## Zamość
Zamość war eine Provinz im östlichen Polen und bis zum Zweiten Weltkrieg Teil der Woiwodschaft Lublin. Das Gebiet umfasste mehr als 1660 Ortschaften mit 510.000 Einwohnern. Die Juden wohnten selten als Bauern in Gehöften, sondern vornehmlich in kleineren Orten und in der Provinzhauptstadt Zamość; sie machten dort die Mehrheit der Einwohner aus.
Sofort nach der Besetzung Polens wurden Juden zur Zwangsarbeit herangezogen. Anfang Dezember 1939 ordnete die Gestapo die Bildung eines Judenrates für die Stadt Zamość an, der aus zwölf Mitgliedern bestand. Der Vorsitzende war Ben-Zion Lubliner, der schon im Januar 1940 durch den Rechtsanwalt Mieczyslaw Garfinkel ersetzt wurde. Viele Juden waren vor der deutschen Besetzung nach Russland geflohen. Die Deutschen wiederum deportierten Juden unter anderem aus dem Wartheland hierher. 1940 stammten 4000 Juden aus Zamosc, weitere 1000 stammten von auswärts.

## Ghetto
Im Frühjahr 1941 wurden die Juden in einem heruntergekommenen Stadtbezirk konzentriert. Am 1. April 1941 sollte der Umzug vollendet sein. Nach Zählung des Judenrates lebten 7000 Juden im Ghetto. Es  war nicht umzäunt, doch war das Verlassen auf bestimmte Zeiten begrenzt.
Am 1. April 1942 erfolgte der erste Transport von Juden im Rahmen der Aktion Reinhardt in das Vernichtungslager Bełżec; am 11. April folgte ein Transport von 3000 Juden dorthin.
Am 27./28. April 1942 wurden rund 1.000 Juden aus dem Regierungsbezirk Arnsberg vom Güterbahnhof Hagen über ein Gestapo-Sammellager beim Bahnhof Dortmund Süd in das Ghetto Zamosc deportiert.  Auch zwei Transporte dorthin aus Theresienstadt sind für den 28. April 1942 und für den 30. April 1942 bezeugt.
In den Tagen vom 16. bis 18. Oktober 1942 wurde das Ghetto liquidiert.

## Durchgangslager
Am 12. November 1942 wurde das Zamość-Gebiet zum „Ersten Siedlungsbereich“ des Generalgouvernements erklärt. Die polnischen Einwohner von rund 300 Dörfern wurden „evakuiert“ und verschleppt. Dabei wurde das aufgelassene Ghetto teilweise als Durchgangslager genutzt.